# Hof ter Saksen

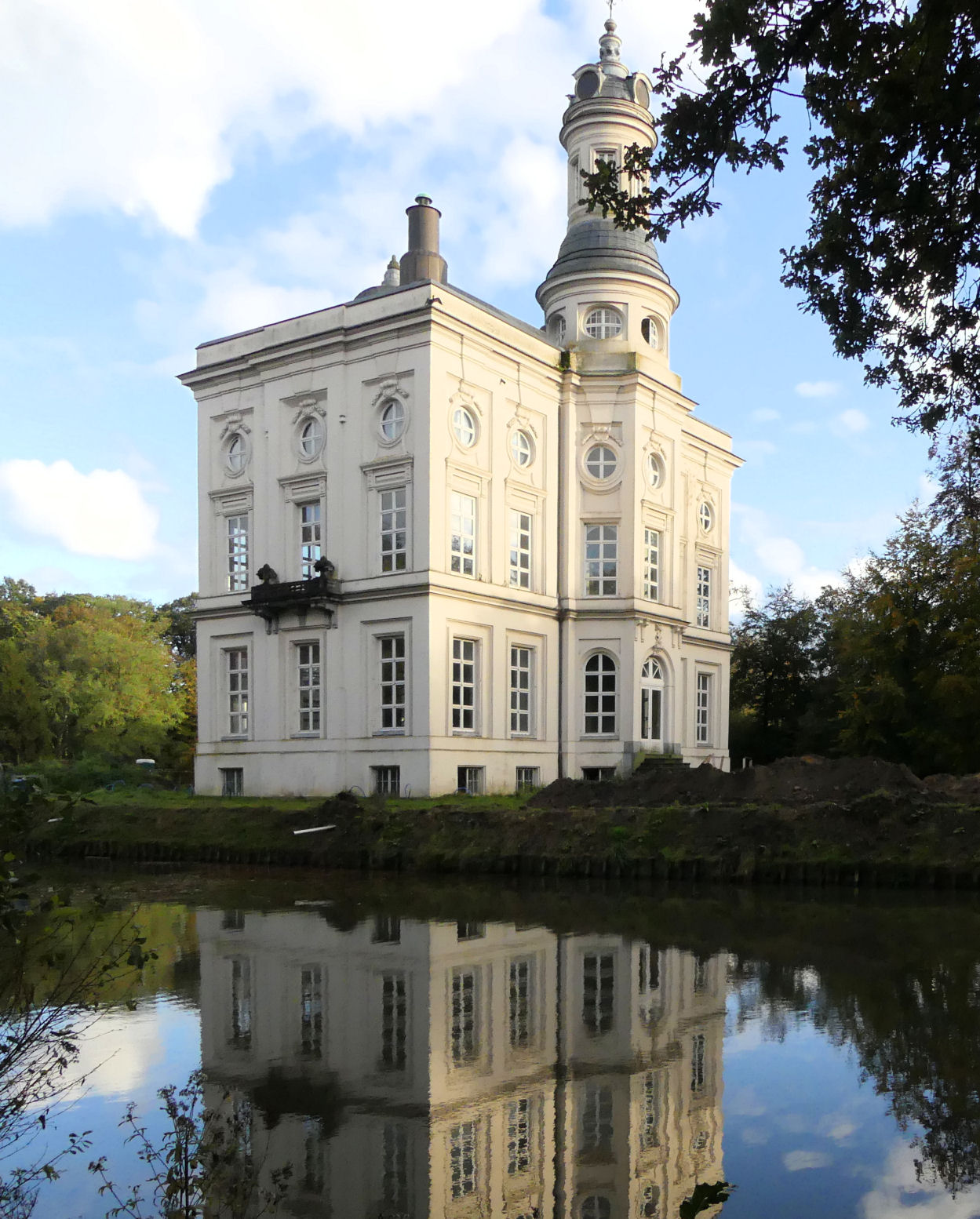
Westseite des Schlosses

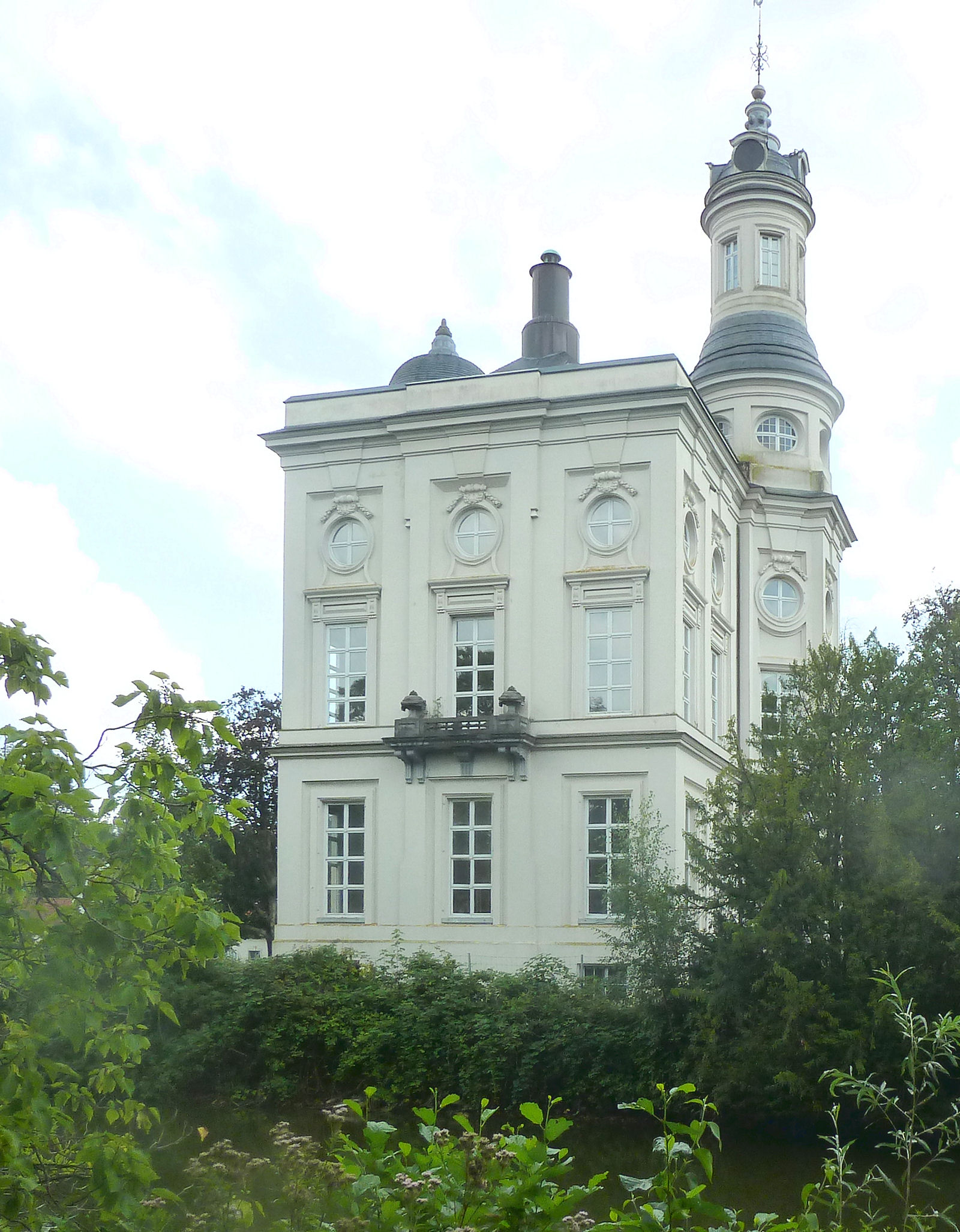
Nordseite des Schlosses

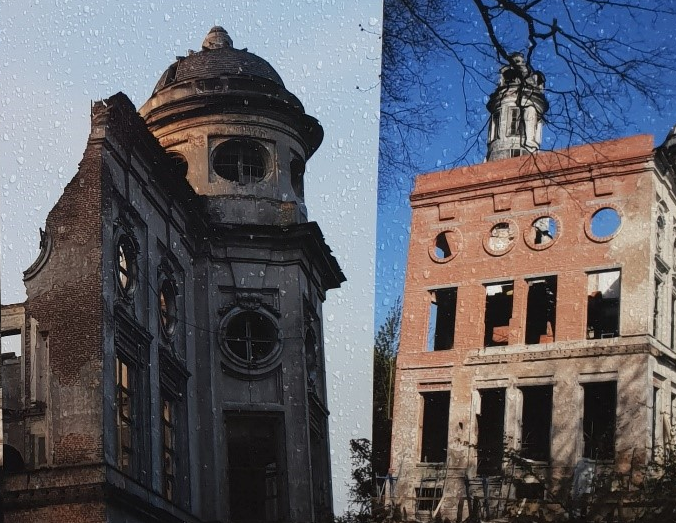
Hof ter Saksen vor der Renovierung von der Westseite des Schlosses

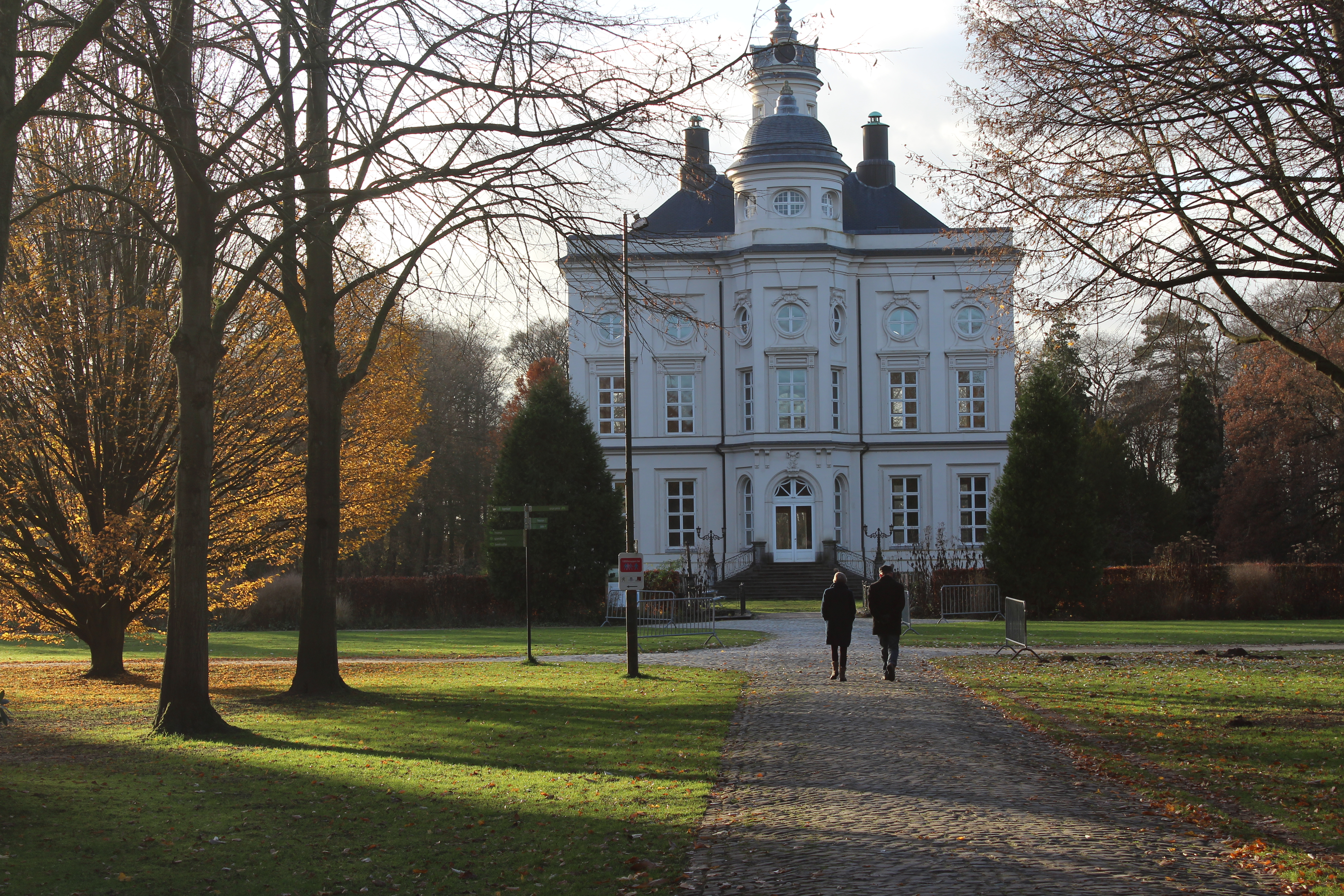
Parkseite

Das Landgut Hof ter Saksen (deutsch Hof von Sachsen) ist ein öffentlicher pädagogischer Naturpark mit Wanderwegen, an der Grenze von Beveren und Haasdonk in der belgischen Provinz Ostflandern. Das 27 Hektar große Anwesen ist seit 1982 im Besitz der Gemeinde Beveren. Das Anwesen besteht aus Wiesen, Feldern, einem Waldgebiet, einem Arboretum und einem Schlosspark. Der Schlosspark enthält ein Schloss, einen Bauernhof und eine Orangerie. Der hintere Turm des Schlosses ist 36 Meter hoch, so hoch wie die St.-Jacobus-Kirche von Haasdonk. Das Schloss wurde im klassizistischen Stil erbaut und weist Ähnlichkeiten mit Bauwerken der französischen Architekten Ange-Jacques Gabriel und François-Joseph Bélanger auf.

## Geschichte
Im Mittelalter wurde das Anwesen Shaecx genannt, nach den ältesten Bewohnern des Lehens, der Familie Noethaeckx. Das Lehen gehörte zur Herrschaft Beveren und erstreckte sich über eine Fläche zwischen 27 und 30 Bundern, was umgerechnet auf heutige Flächenmaße etwa 36 bis 40 Hektar entspricht. Das Grundstück lag an dem Oude Heerweg, der Antwerpen mit Gent verband. Im Jahre 1781 wurde das Anwesen von Shaecx abgerissen und ein klassizistisches Schloss erbaut.
Die älteste bekannte Besitzerin des Gutes war Margareta Noethaeckx (1365), Tochter des Ritters Diederik Noethaeckx, gräflicher Ratsherr und Bürgermeister von Destelbergen. Nach dem Tod von Diederik im Jahre 1354 ging das Gut Shaecx an seine Witwe Beatrijs van Massemen über und nach ihrem Tod kam Hof ter Saksen an ihre zweite Tochter, Margaretha Noethaeckx. Sie war mit dem Ritter Zeger van Kalken verheiratet, der eine Zeit lang als Kastellan über Bornem herrschte (1379–1388). Nachdem es zunächst der ältesten Schwester Elisabeth van Kalken, verheiratet mit Boudewijn de Vos, zugefallen war, wurde eine Vereinbarung getroffen, wonach das Anwesen sHaecx auf die jüngste Schwester Marie van Kalken übertragen wurde. Marie heiratete nacheinander Jan Rijm aus Gent und Jan van Langemeersch aus Ypern. Letzterer war seit 1426 Herr von Rumbeke. Der abgelegene Hof ter Saksen, der lange Zeit gepachtet war, verlor damit nach und nach seine Bedeutung für die Familie Van Kalken. Irgendwann zwischen 1415 und 1439 wurde die Domäne an einen unehelichen Spross der Familie Vijd verkauft, dieselbe Familie, die auch das Schloss Cortewalle in Beveren baute. 1448 schenkte Jan Vijd, unehelicher Sohn von Joos' älterem Bruder Christoffel und ehemaliger Vogt von Beveren (1426–1431), das Gut Shaecx seinem Sohn Adriaan Vijd anlässlich dessen Hochzeit mit Jozijne van de Voorde. Danach sollte der Bastardzweig der Familie Vijd das Anwesen Ter Saksen für zwei Generationen in seinem Besitz behalten. In den 1530er Jahren kam das Anwesen schließlich über die Familie Van der Haghen in den Besitz der Adelsfamilie Van Steelant. Gregorio Del Plano (1604) kaufte das Anwesen 1594 und es blieb vier Generationen lang im Besitz der Familie Del Plano. Die Familie Del Plano bewohnte das Schloss Ter Welle in Beveren. Das Gut Shaecx bestand als Erbpachtgut weiter. Schließlich verkaufte es einer seiner Nachkommen an Pieter-Franciscus Piers, den damaligen Bürgermeister von Beveren. Im Jahr 1699 übertrug Pieter-Franciscus Piers die Domäne an Matthias van der Burcht.
Im Jahr 1781 übernahm der Freimaurer Jan-Baptist Vermessen, Oberschultheiß des Landes Waas, das Anwesen. Um 1804 ließ er die Gebäude abreißen und ein Schloss im klassizistischen Stil errichten. Im Jahr 1812 baute er die Orangerie und den Hof. Vermessen baute den Turm so hoch wie den Kirchturm von Haasdonk und ließ an allen Seiten Zifferblätter anbringen. So mussten die Einwohner nicht mehr auf den Kirchturm schauen, um die Uhrzeit abzulesen, was eine Provokation für die katholische Gemeinde war. Das Schloss selbst wurde als Treffpunkt für Freimaurer genutzt.
Im Jahr 1815 waren die Renovierungsarbeiten abgeschlossen und die Familie Schoutheete de Tevarent bewohnte das Schloss. Es blieb im Besitz der Familie Vermessen. Im Jahr 1824 wurde Jan-Baptists Sohn Antoine Vermessen (1777–1837) Bürgermeister von Haasdonk.
Schließlich kaufte es 1920 der Textilfabrikant Edmond Meert als Sommerresidenz. Das Anwesen blieb im Besitz der Familie und der letzte bekannte Besitzer war André Meert, der ausschließlich auf dem Hof lebte. Während des Zweiten Weltkriegs wurde die Burg von den deutschen Besatzern stark beschädigt. Im Schloss wohnten deutsche Offiziere und in der Orangerie waren Soldaten stationiert. Auf dem Anwesen wurde dann Kriegsmaterial gelagert.

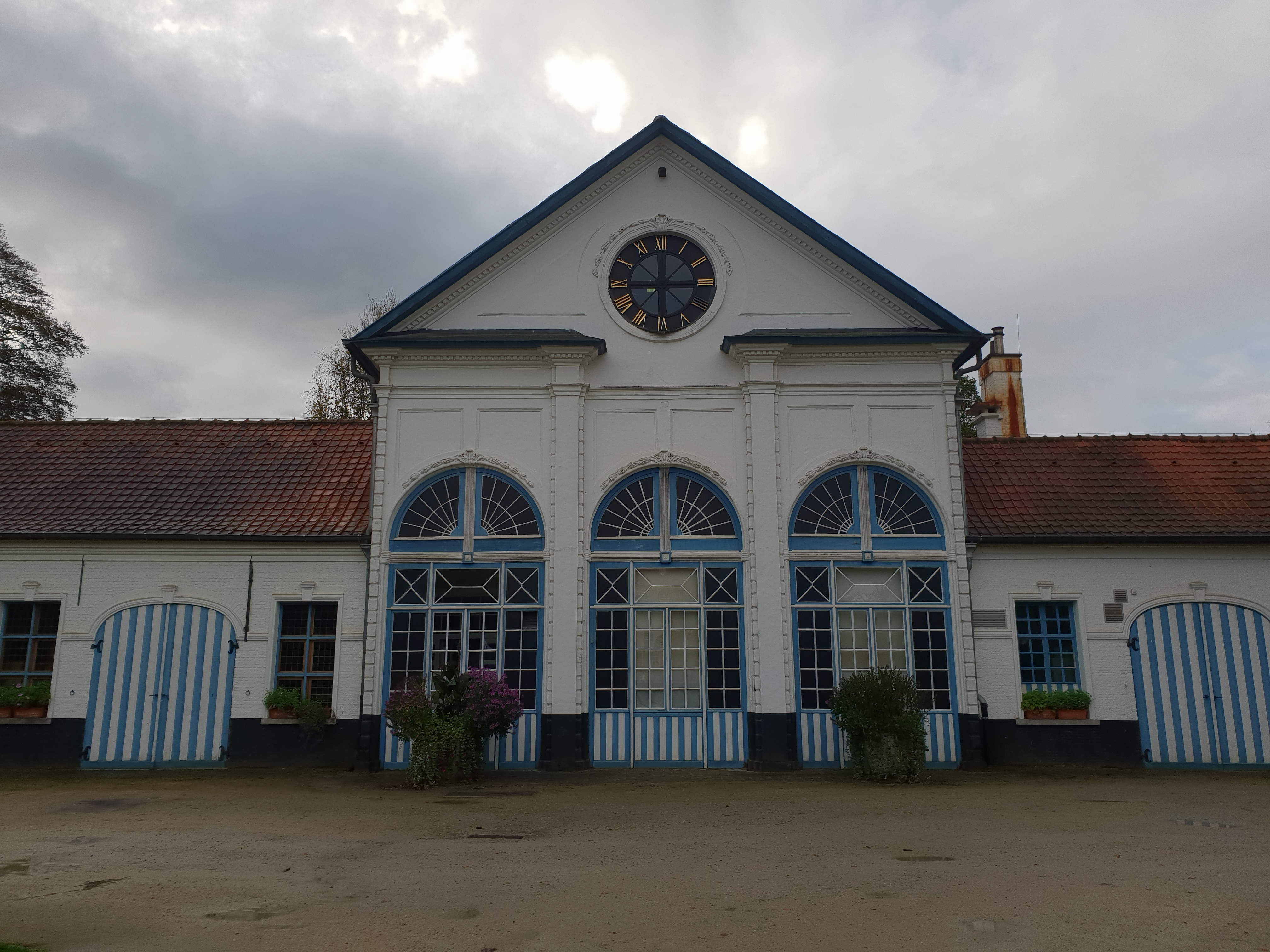
Bauernhof

## Sehenswürdigkeiten

### Der Bauernhof
Der Bauernhof mit eingebauten Ställen wurde 1812 erbaut. Er wurde von seinen letzten Besitzern Ter Hoeve genannt. Die Gemeinde hat das Gebäude 2007 restauriert und der Innenhof ist für die Öffentlichkeit zugänglich. Das Gebäude selbst wird vom Gartenbetreiber als Lagerplatz genutzt.

### Die Orangerie

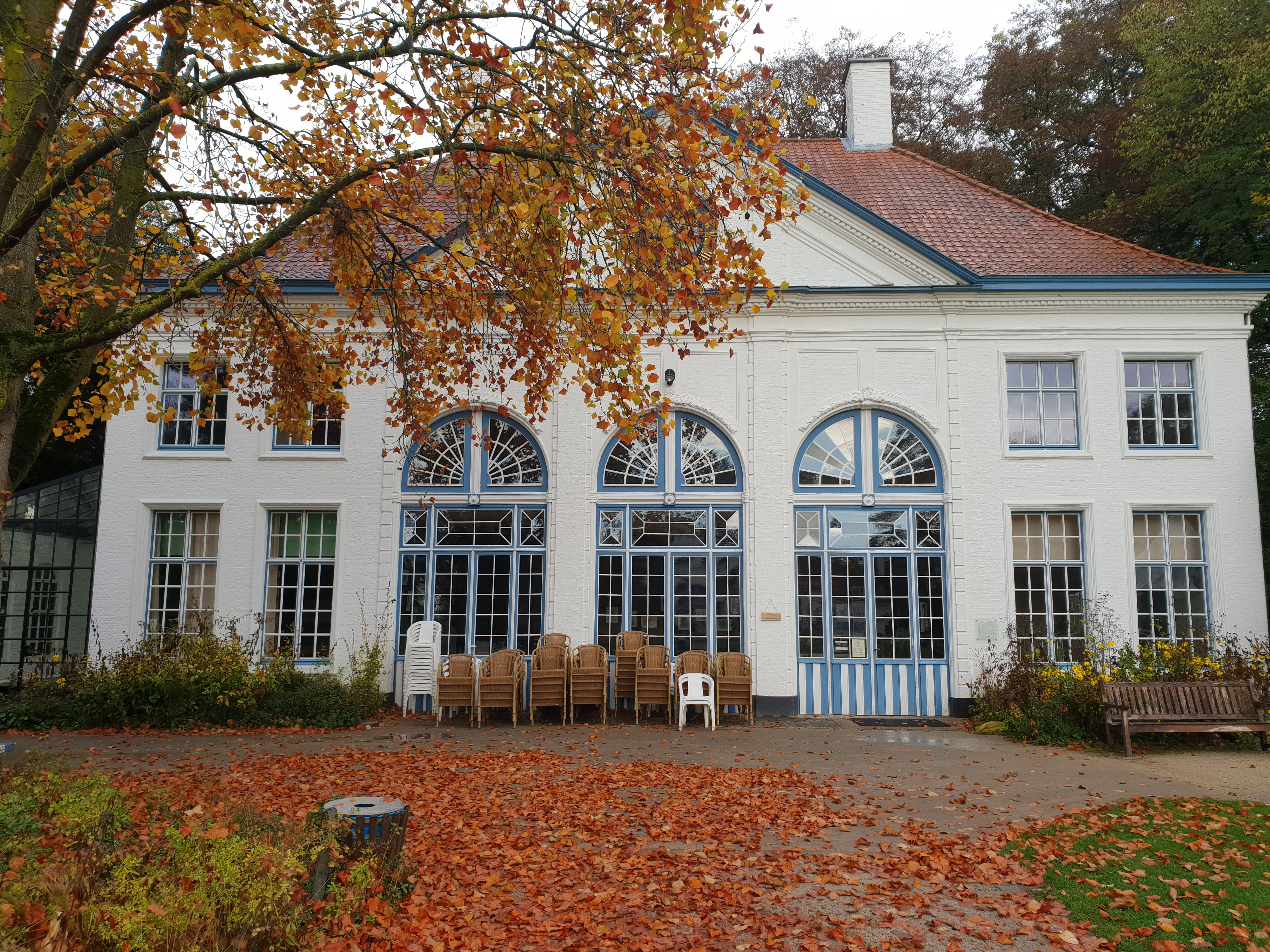
Orangerie Hof ter Saksen

Die Orangerie wurde im Jahre 1812 im Auftrag von Jan-Baptist Vermessen erbaut. Dieses Gebäude diente früher als Winterquartier für die exotischen Pflanzen, die so vor der eisigen Kälte geschützt wurden. Tausende von Pflanzenarten sollen in der Orangerie gehalten worden sein. Seit der Restaurierung der Domäne im Jahr 2007 wird die Orangerie als Café genutzt.

### Eiskeller
Etwas weiter auf dem Gelände befinden sich die unterirdischen Eiskeller. Diese Keller sind aus Ziegeln gemauert und werden durch Holztüren verschlossen. Früher wurden im Winter Eisstücke mit Fischen darin aus dem Teich um das Schloss gehackt und hier gelagert. Um 1987 wurde der Eiskeller von Schutt befreit und es wurde entdeckt, dass die Fledermäuse ihn zu ihrem Versteck gemacht hatten. Heutzutage überwintern sie hier immer noch.

## Wiederherstellung (2004–2007)
Im Laufe des 20. Jahrhunderts wurde das Anwesen nicht mehr gepflegt und verfiel. Nach einem Sturm im Jahr 1986 stürzte ein Teil des Schlossdaches ein. Das Gebäude bestand nur noch aus den Mauern und war einsturzgefährdet. Im Jahr 2004 begannen die Restaurierungsarbeiten an allen Gebäuden und dem umgebenden Park. Das gesamte Projekt kostete rund 2 Millionen Euro. Die Arbeiten wurden im Jahr 2007 abgeschlossen.

## Restaurierung
Am 22. Februar 2018 wurde bekannt, dass das Innere des Schlosses einer gründlichen Renovierung unterzogen wird. Ein Budget von 2,6 Millionen wurde von der Gemeinde zur Verfügung gestellt, um den Innenraum wieder funktionsfähig zu machen und Hotelzimmer, ein Restaurant und einen Seminarraum einzurichten.